# Gilman (Illinois)
Gilman és una població dels Estats Units a l'estat d'Illinois. Segons el cens del 2000 tenia 1.793 habitants.

## Demografia
Segons el cens del 2000, Gilman tenia 1.793 habitants, 739 habitatges, i 472 famílies. La densitat de població era de 328,1 habitants/km².
Dels 739 habitatges en un 27,7% hi vivien nens de menys de 18 anys, en un 49,7% hi vivien parelles casades, en un 10% dones solteres, i en un 36,1% no eren unitats familiars. En el 32,7% dels habitatges hi vivien persones soles el 17,7% de les quals corresponia a persones de 65 anys o més que vivien soles. El nombre mitjà de persones vivint en cada habitatge era de 2,35 i el nombre mitjà de persones que vivien en cada família era de 2,98.
Per edats la població es repartia de la següent manera: un 23% tenia menys de 18 anys, un 8,1% entre 18 i 24, un 25,1% entre 25 i 44, un 23,4% de 45 a 60 i un 20,4% 65 anys o més.
L'edat mediana era de 40 anys. Per cada 100 dones de 18 o més anys hi havia 86,7 homes.
La renda mediana per habitatge era de 36.450 $ i la renda mediana per família de 46.016 $. Els homes tenien una renda mediana de 32.188 $ mentre que les dones 18.875 $. La renda per capita de la població era de 17.396 $. Aproximadament el 7,3% de les famílies i el 9,9% de la població estaven per davall del llindar de pobresa.

## Poblacions més properes
El següent diagrama mostra les poblacions més properes.